# アヴェッリーノ
アヴェッリーノ（イタリア語: Avellino ( 音声ファイル)）は、イタリア共和国カンパニア州の都市で、その周辺地域を含む人口約5万4000人の基礎自治体（コムーネ）。アヴェッリーノ県の県都である。

## 名称
Avellino は [avelˈlino] と発音される。
日本語文献では「アヴェリーノ」と表記されることもある。
標準イタリア語以外では以下の名称で呼ばれる。
- アヴェッリーノ方言（イルピーノ方言 (it) ）: Avell'ino
- ラテン語: Abellinum

## 地理

### 位置・広がり
アヴェッリーノ県の西部にあるコムーネ。ベネヴェントの南約25km、サレルノの北約26km、州都ナポリの東約45kmに位置する。

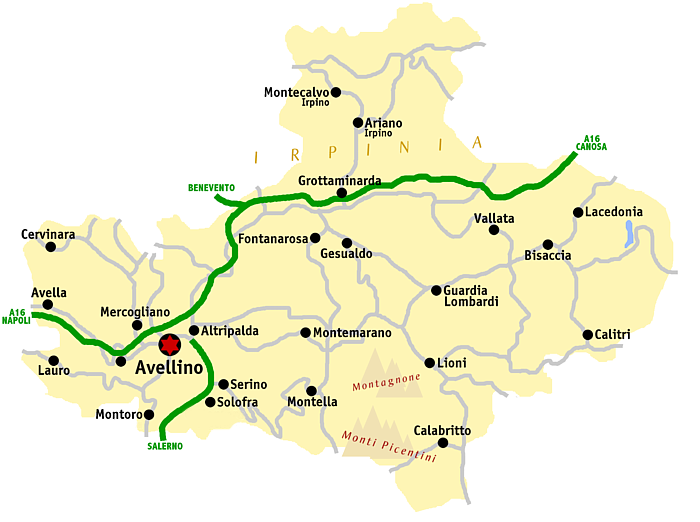
アヴェッリーノ県概略図

#### 隣接コムーネ
- アイエッロ・デル・サーバト
- アトリパルダ
- カプリリーア・イルピーナ
- コントラーダ
- グロットレッラ
- マノカルツァーティ
- メルコリアーノ
- モンテフォルテ・イルピーノ
- モンテフレーダネ
- オスペダレット・ダルピーノロ
- スンモンテ

## 行政

### 分離集落
アヴェッリーノには、以下の分離集落（フラツィオーネ）がある。
- Bellizzi Irpino, Pianodardine, Picarelli, Valle-Ponticelli

## スポーツ
サッカークラブチームUSアヴェッリーノの本拠地。